# دانگوگ، نیو ساوت ولز
دانگوگ (به انگلیسی: Dungog) یک شهرک در استرالیا است که در Dungog Shire واقع شده‌است.